# Lubin (gemeente)
De gemeente Lubin is een landgemeente in het Poolse woiwodschap Neder-Silezië, in powiat Lubiński.
De zetel van de gemeente is in Lubin.
Op 30 juni 2004 telde de gemeente 10 850 inwoners.

## Oppervlakte gegevens
In 2002 bedroeg de totale oppervlakte van gemeente Lubin 290,15 km², waarvan:
- agrarisch gebied: 51%
- bossen: 37%

De gemeente beslaat 40,75% van de totale oppervlakte van de powiat.

## Demografie
Stand op 30 juni 2004:
| Omschrijving                   | Totaal | Totaal | Vrouwen | Vrouwen | Mannen | Mannen |
| ------------------------------ | ------ | ------ | ------- | ------- | ------ | ------ |
| eenheid                        | aantal | %      | aantal  | %       | aantal | %      |
| inwoners                       | 10 850 | 100    | 5467    | 50,4    | 5383   | 49,6   |
| bevolkingsdichtheid (inw./km²) | 37,4   | 37,4   | 18,8    | 18,8    | 18,6   | 18,6   |

In 2002 bedroeg het gemiddelde inkomen per inwoner 2525,31 zł.

## Administratieve plaatsen (sołectwo)
Buczynka, Bukowna, Chróstnik, Czerniec, Dąbrowa Górna, Gogołowice, Gola, Gorzelin, Gorzyca, Karczowiska, Kłopotów, Krzeczyn Mały, Krzeczyn Wielki, Księginice, Lisiec, Miłoradzice, Miłosna, Miroszowice, Niemstów, Obora, Osiek, Pieszków, Raszowa, Raszowa Mała, Raszówka, Siedlce, Składowice, Szklary Górne, Ustronie, Wiercień, Zimna Woda.
Zonder de status sołectwo : Bolanów, Lubków, Łazek, Owczary, Podgórze, Zalesie.

## Aangrenzende gemeenten
Chocianów, Chojnów, Kunice, Lubin, Miłkowice, Polkowice, Prochowice, Rudna, Ścinawa